# وینچنزو ایتالیانو
وینچنزو ایتالیانو (زادهٔ ۱۰ دسامبر ۱۹۷۷) بازیکن پیشین و سرمربی کنونی فوتبال اهل ایتالیا است که در حال حاضر هدایت باشگاه بولونیا را برعهده دارد.